# Batalla de Qala-i-Jangi
La Batalla de Qala-i-Jangi tuvo lugar entre el 25 de noviembre y el 1 de diciembre de 2001 en el Norte de Afganistán. Comenzó como una sublevación de prisioneros talibanes en la fortaleza de Qala-i-Jangi, y se convirtió en uno de los combates más sangrientos de la Guerra de Afganistán. A los combatientes de la Alianza del Norte, asistidos por fuerzas especiales estadounidenses y británicas, les llevó siete días sofocar la revuelta, finalmente solo quedaron vivos 86 prisioneros de entre 300 y 500 que había. Entre los supervivientes había dos ciudadanos estadounidenses luchando junto a los talibanes, Yaser Esam Hamdi y John Walker Lindh.
La única víctima mortal del otro bando fue el oficial de operaciones paramilitares de la CIA Johnny "Mike" Spann, el primer estadounidense fallecido en combate durante la invasión de 2001 de Estados Unidos en Afganistán.

## La rendición talibán
El 24 de noviembre, cuando la situación militar en el norte de Afganistán se estaba volviendo candente, muchos comandantes talibanes se rindieron ante el general de la Alianza del Norte, Abdul Rashid Dostum. Entre 300 y 500 combatientes extranjeros (la mayoría de ellos procedentes de Pakistán y de países de idioma árabe de Oriente Medio) creían que iban a ser puestos en libertad, condujeron hasta Mazar-i-Sharif y entregaron sus armas. Incluido el grupo en donde hubo algunos hombres capturados al finalizar la batalla.
Mientras las fuerzas estadounidenses querían interrogar a los combatientes sobre posibles vínculos con la red Al Qaeda, transfirieron a los hombres como prisioneros a Qala-i-Jangi ("la fortaleza de la guerra" en persa), una fortaleza del siglo XIX que Abdul Rashid Dostum tuvo como cuartel y depósito de municiones. Dostum dijo que la rendición fue una gran victoria para la Alianza del Norte, un éxito sin derramamiento de sangre que permitiría una futura reconciliación con los ciudadanos de Afganistán.

## La sublevación
El 24 de noviembre, los talibanes que eran sospechosos fueron transportados a la fortaleza, ahora convertida en una prisión. Los prisioneros no fueron registrados a su entrada, y algunos de ellos habían ocultado varias armas durante la rendición. El día de la rendición, varios presos armados con granadas se suicidaron y mataron a dos de los comandantes de Abdul Rashid Dostum en incidentes separados de la prisión provisional. Pese a las cuatro muertes, los aliados no reforzaron la seguridad en la prisión.
El día 25, dos oficiales de la CIA Johnny "Mike" Spann, de la División de Actividades Especiales y Dave "Dawson" Tyson un hablante en lenguaje uzbeko y experto en la zona llegaron a Qala-i-Jangi para llevar a cabo unos interrogatorios. Los oficiales de la CIA interrogaron a los prisioneros, específicamente a John Walker Lindh. En ese momento, los interrogadores se enteraron de que John Walker Lindh no era más que un prisionero de aspecto europeo y diferente a los demás, por lo cual tomaron una especial atención hacia el. Johnny "Mike" Spann le pregunto: "¿Eres miembro del IRA?" (los talibanes aconsejaron a John Walker Lindh que dijera que era irlandés para "evitar problemas") (Parte de la entrevista se muestra en la televisión británica (el Canal 4 de noticias). Aproximadamente dos horas después de la entrevista, los presos atacaron a Spann, Tyson y a los pocos guardias que había de la Alianza del Norte.
Los prisioneros acorralaron a Spann y a algunos de los otros guardias, tomando también parte de la mitad sur de la fortaleza de Qala-i-Jangi, incluyendo la armería. Los presos tomaron un gran almacén de AK-47, lanzacohetes RPG, morteros y municiones.
Con Johnny "Mike" Spann desaparecido entre el caos, Dave "Dawson" Tyson escapó a la parte y más segura zona norte de la fortaleza, donde estuvo atrapado junto a un equipo de televisión de la cadena alemana ARD. Pidió prestado un teléfono móvil, y llamó a la embajada estadounidense en Uzbekistán solicitando refuerzos. Dave Tyson no solicitó apoyo aéreo, debido a la proximidad en donde se encontraban las fuerzas aliadas afganas. Los afganos también solicitaron refuerzos: su personal y un tanque T-55 entró en el recinto y comenzaron a disparar a la zona controlada en donde se encontraban los prisioneros.
Varios equipos de televisión llegaron a la zona, asegurándose de que tenían una amplia cobertura mediática. Las sucesivas etapas de la lucha fueron grabadas ampliamente, proporcionando imágenes inéditas de los grupos de las fuerzas especiales durante el combate.
A las 2:00 del mediodía un equipo mixto de operaciones especiales del Servicio Especial de Embarcaciones británico y de Fuerzas Especiales del Ejército de los Estados Unidos llegaron y se unieron a los afganos para contraatacar a los prisioneros de la zona norte de la fortaleza. Desde las 4:00 de la tarde hasta el anochecer, se llevaron a cabo nueve ataques aéreos contra los presos atrincherados, que seguían manteniendo una resistencia constante para sucumbir el ataque. Pese a las peticiones de Dave Tyson, un avión de Estados Unidos lanzó varias bombas guiadas de precisión para tratar de destruir el arsenal, que servía como base de artillería para los prisioneros.
Al día siguiente, los soldados de la Alianza del Norte establecieron un puesto de mando y control cerca de la entrada en la zona norte para así dirigir sus tanques y bombas disparados desde morteros. A media mañana, se unieron a las fuerzas de Estados Unidos divididos cada uno en tres equipos, un equipo de apoyo aéreo designado CAS1 entró en la fortaleza a lo largo de la parte inferior de la torre noreste para dirigir ataques con bombas guiadas hacia la zona del patio sur, un segundo equipo de apoyo aéreo que estaba cerca de las inmediaciones designado como CAS2 se posicionó cerca de la puerta principal de la fortaleza y una Fuerza de Reacción Rápida que constaba de cuatro soldados de las Fuerzas Especiales, un cirujano de la Marina y ocho hombres de la 10.ª División de Montaña.
A las 11 de la mañana, se solicitó una bomba guiada JDAM con un peso aproximado de unos 957 kg que estaba dirigida por un Controlador de Tácticas Especiales de la Fuerza Aérea del equipo CAS-1. El piloto tomó como referencia unas coordenadas erróneas, alcanzado así la posición en la que se encontraba el Controlador de Combate de la Fuerza Aérea, matando a cuatro (algunas fuentes aseguran que 30) soldados de la Alianza del Norte, ubicados en la torre nordeste por encima del equipo CAS-1, destruyendo un tanque e hiriendo a todos los miembros del equipo CAS-1, incluyendo 2 operadores británicos y a 5 estadounidenses.
Esa misma noche, dos aviones de combate AC-130 sobrevolaron en círculo la fortaleza y disparando contra los prisioneros. El depósito principal de municiones también fue alcanzado, creando una enorme explosión que siguió ardiendo durante toda la noche.
La mañana del 27 de noviembre, la resistencia que oponían los prisioneros había disminuido, de ese modo los soldados de la Alianza del Norte lanzaron un ataque apoyado por tanques y vehículos blindados, hasta bien llegado el final del día, tenían una gran parte de la fortaleza recuperada. Los estadounidenses recuperaron el cuerpo de Johnny Mike Spann, cerca de donde los prisioneros colocaron una bomba trampa.
En el sótano de un edificio central, había una celda que estaba ocupada por hombres que se negaron a rendirse, de esa forma los soldados de la Alianza del Norte dispararon con rifles, junto con unas granadas, lo que provocó finalmente un vertido de aceite en la zona provocando un incendio; aun así esto no produjo el asesinato y la expulsión de todos los combatientes que aún seguían repeliendo la revuelta.
El día 28, el general Abdul Rashid Dostum regresó a Qala-i-Jangi y trató de persuadir a los últimos prisioneros para que se rendirán, pero no lo consiguió. Al día siguiente, Dostum ordenó que se inundara el sótano con agua potable y de riego. Los últimos combatientes Talibanes se rindieron el 1 de diciembre. De los aproximadamente 300 y 500 prisioneros que fueron llevados a la prisión, solamente unos 86 emergieron con vida desde el sótano inundado, incluyendo John Walker Lindh.